# ماتیا بانی
ماتیا بانی (انگلیسی: Mattia Bani؛ زادهٔ ۱۰ دسامبر ۱۹۹۳) بازیکن فوتبال اهل ایتالیا است.
از باشگاه‌هایی که در آن بازی کرده‌است می‌توان به باشگاه فوتبال کیه‌وو ورونا، باشگاه فوتبال رجانا، و باشگاه فوتبال پرو ورچلی اشاره کرد.